# Deutsche Volleyball-Bundesliga 1978/79 (Frauen)
Die Saison 1978/79 der Volleyball-Bundesliga war die dritte Ausgabe dieses Wettbewerbs. Der 1. VC Schwerte konnte seinen Titel aus dem Vorjahr verteidigen und wurde zum zweiten Mal Deutscher Meister.

## Mannschaften
In dieser Saison spielten folgende acht Mannschaften in der ersten Liga:
- Hamburger SV
- 1. VC Hannover
- SV Lohhof
- USC Münster
- TG Rüsselsheim
- 1. VC Schwerte
- TV Wetzlar
- 1. VC Wiesbaden

Als Titelverteidiger trat der 1. VC Schwerte an. Aufsteiger waren der Hamburger SV und der SV Lohhof.

## Ergebnisse
Erstmals wurden die Mannschaften nach der Hauptrunde in eine Meister- und eine Abstiegsrunde mit jeweils vier Teilnehmern aufgeteilt.

### Hauptrunde
|    | Verein         | Punkte | Sätze |
| -- | -------------- | ------ | ----- |
| 1. | Schwerte (M,P) | 28:0   | 42:3  |
| 2. | Münster        | 24:4   | 38:10 |
| 3. | Wetzlar        | 16:12  | 27:24 |
| 4. | Hannover       | 14:14  | 30:28 |
| 5. | Rüsselsheim    | 14:14  | 25:28 |
| 6. | Hamburg (N)    | 10:18  | 18:33 |
| 7. | Wiesbaden      | 6:22   | 15:36 |
| 8. | Lohhof (N)     | 0:28   | 9:42  |

### Meisterrunde
|    | Verein         | Punkte | Sätze |
| -- | -------------- | ------ | ----- |
| 1. | Schwerte (M,P) | 38:2   | 58:7  |
| 2. | Münster        | 34:6   | 53:14 |
| 3. | Hannover       | 18:22  | 37:41 |
| 4. | Wetzlar        | 16:24  | 28:42 |

### Abstiegsrunde
|    | Verein      | Punkte | Sätze |
| -- | ----------- | ------ | ----- |
| 5. | Rüsselsheim | 24:16  | 40:35 |
| 6. | Wiesbaden   | 14:26  | 27:43 |
| 7. | Hamburg (N) | 14:26  | 27:46 |
| 8. | Lohhof (N)  | 2:38   | 16:58 |

|     | Absteiger in die 2. Bundesliga bzw. Rückzug |
| (M) | Meister der Vorsaison                       |
| (P) | Pokalsieger der Vorsaison                   |
| (N) | Aufsteiger aus der 2. Bundesliga            |

Deutscher Meister wurde der 1. VC Schwerte. Absteiger waren der Hamburger SV und der SV Lohhof. Der TV Wetzlar zog sich aus der Bundesliga zurück.